# Dennis Radtke
Pour les articles homonymes, voir Radtke.
Dennis Radtke, né le 29 avril 1979 à Bochum, est un homme politique allemand. Membre de l'Union chrétienne-démocrate d'Allemagne (CDU), il est député européen depuis le 24 juillet 2017.

## Biographie
Candidat aux élections européennes de 2014, Dennis Radtke n'est pas immédiatement élu mais il accède au Parlement européen le 24 juillet 2017 en remplacement d'Herbert Reul, démissionnaire. Il est réélu en 2019 et en 2024.